# بیوکانان (ویسکانسین)
بیوکانان (به انگلیسی: Buchanan) یک شهرک در ایالات متحده آمریکا است که در شهرستان اوتاگامی، ویسکانسین واقع شده‌است. بیوکانان ۴۳٫۸ کیلومتر مربع مساحت و ۵٬۸۲۷ نفر جمعیت دارد و ۲۱۹ متر بالاتر از سطح دریا واقع شده‌است.